# GMC CCKW
GMC CCKW - - 2,5 т повнопривідна вантажівка армії США корпорації GMC періоду війн Другої світової і Корейської. Декілька модифікацій CCKW з відкритою і закритою кабінами випускали на довгій колісній базі (CCKW 353) і короткій (CCKW 352).
Назва CCKW означала:
- С - рік початку виробництва (1941)
- С - стандартна кабіна водія
- К - привід на передні колеса
- W - привід на задні колеса.

## Історія

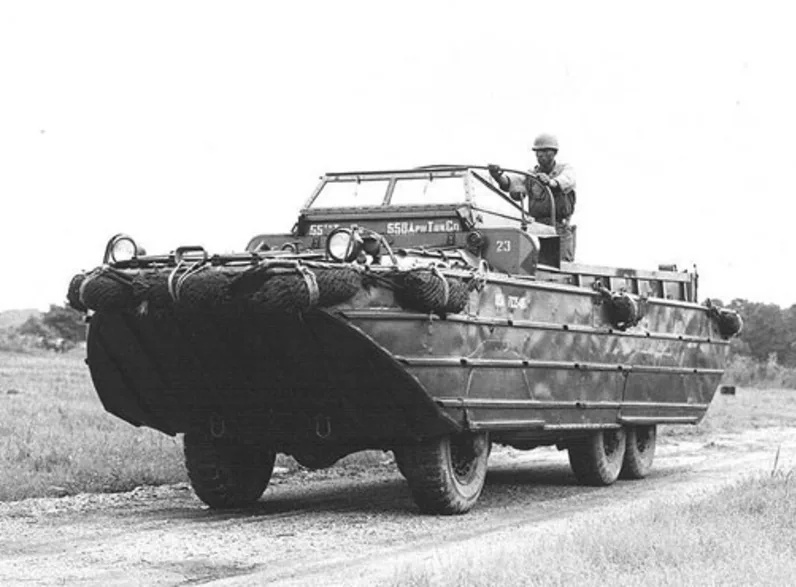
Амфібію DUKW “Duck” (Качка) будували з трансмісією CCKW

У США 1940 оголосили конкурс повнопривідних 6×6 військових вантажівок середньої вантажності 2,5 т з колісною базою 3658 мм. У ньому взяли участь Дженерал Моторс,  International Harvester, Studebaker US6, чия модель через невідповідність декотрим параметрам армії випала з конкурсу. Вантажівки GMC CCKW стала основною вантажівкою американської армії разом з International Harvester M-5H-6.
Після висадки союзників у Нормандії розпочалась операція Red Ball Express по постачанню військ автомобільним транспортом з 25 серпня по 16 листопада 1944 до захоплення порту Антверпена. У ній було задіяно до 5958 машин, що перевозили щоденно до 12500 т припасів.

### Модифікації
- вантажівка 2,5 т 6×6, довга і коротка база
- підвезення бомб
- хімічне знезараження
- хімічна обробка
- пожежна машина
- очищення води
- автоцистерна води 2600 л
- автоцистерна палива 2800 л
- перевезення понтону
- артилерійський тягач
- самоскид
- стоматологічна операційна
- хірургічна операційна
- К-53
- К-60
- трубопровідне обладнання
- зварювальне обладнання
- для крутих підйомів